# 광명성절
광명성절(光明星節, 영어: Day of the Shining Star)은 조선민주주의인민공화국에서 1942년 2월 16일에 김정일이 출생한 것을 기념하는 날이다.

## 개요
김일성의 생일인 태양절과 함께 조선민주주의인민공화국에서 가장 큰 명절이다. 원래의 명칭은 2월절(二月節)이었으나, 김정일 사후에 광명성절(光明星節)로 개칭되었다. 참고로 광명성(光明星)은 조선민주주의인민공화국에서 김정일을 부르는 별칭이다. 태양절과 마찬가지로 각종 전시회와 체육대회, 예술 공연, 주체사상 연구토론회, 김정일화 전시회 등의 행사가 열린다.

## 역사
김정일 생일은 제 33회 생일인 1975년 2월 16일에 임시공휴일로 지정된 것을 시작으로 공식적으로 기념되기 시작했다. 바로 다음 해인 1976년에는 정식 명절 공휴일로 지정되었다. 1986년부터는 생일 다음날까지 공휴일을 연장해 총 이틀의 공휴일이 되도록 지정했고 1995년부터 '민족 최대의 명절'로 격상되었다. 이때까지 정확한 명칭은 통일되지 않아서 2월절(二月節)로 불렸다. 김정일이 만 50세가 되던 해의 생일인 1992년 2월 16일에는 조선민주주의인민공화국에서 주장하는 김정일의 출생지인 백두산 밀영에 위치한 친필 송시비인 '광명성찬가' 가 새워졌다.
2011년 12월 17일 김정일이 사망한 바로 다음 해인 2012년 1월 12일, 당중앙위원회 정치국은 특별보도에서 김정일을 부르는 별칭인 광명성을 사용해 김정일의 생일을 '광명성절'로 공식 명명했다.

## 기념
매해 광명성절에는 각종 전시회, 대회, 공연, 행사 등을 시행한다. 평양시에서는 대로와 주요 광장에 광명성절을 기념하는 조명 장식들을 설치하고 기념 축포를 발포한다. 조선로동당과 정부 간부들은 금수산태양궁전에 가서 참배를 진행한다.
또한 국가우표발행국에서는 김정일 생일 축하 우표를 발행하고 전시회를 진행하기도 한다.

## 같이 보기
- 광명성
- 북한의 개인숭배
- 조선민주주의인민공화국의 공휴일